# Heinrich-Schütz-Musikfest
Das Heinrich Schütz Musikfest ist ein jährliches Festival alter Musik zu Ehren des Komponisten Heinrich Schütz. Es findet jeweils im Oktober an vier wichtigen Lebens- und Wirkungsstationen (Bad Köstritz, Zeitz, Dresden und Weißenfels) des Künstlers statt. Veranstaltet wird das Heinrich Schütz Musikfest heute vom Verein Mitteldeutsche Barockmusik in Sachsen, Sachsen-Anhalt und Thüringen e. V. kurz MBM in Kooperation mit dem Weißenfelser Musikverein „Heinrich Schütz“ e. V., der Schütz-Akademie e. V. Bad Köstritz, dem Förderverein Musikfreunde EULE-ORGEL Zeitzer Dom e. V. und der Dresdner Hofmusik e. V.

## Geschichte
Als Mitteldeutsche Heinrich-Schütz-Tage begann 1998 die Zusammenarbeit der Ständigen Konferenz Mitteldeutsche Barockmusik e. V. (kurz MBM) mit den Heinrich-Schütz-Häusern in Bad Köstritz und Weißenfels und dem Dresdner Kreuzchor bzw. dem Verein Dresdner Hofmusik e. V. Ziel war es, ein länderübergreifendes, die Barockkultur des mitteldeutschen Raumes repräsentierendes Musikfest zu etablieren. Während es in den Bundesländern Sachsen, Sachsen-Anhalt und Thüringen jeweils ein eigenes Festival zu Ehren Bachs (Thüringer Bachwochen, Bachfest Leipzig, Köthener BachFesttage) und einzelne Festivals zu Telemann und Händel gab, wurde 2010 erstmals durch ein überregionales Festival die Bedeutung Heinrich Schütz’ für die Barockmusik der Region betont. Die Namensänderung zu Heinrich Schütz Musikfest ist dabei nur ein Aspekt. Dem soll auch eine straffere Programmstruktur, die die drei Veranstaltungsorte enger aneinanderführt Rechnung tragen. Ein artist in residence gastiert an allen vier Spielorten.

## Anspruch und Konzeption
Heinrich Schütz war der erste deutsche Komponist von internationaler Bedeutung. Ohne seine Kompositionen wären die Werke von Bach, Händel und Telemann kaum vorstellbar. Als Musiker von internationalem Rang wird er im Heinrich Schütz Musikfest gewürdigt. International renommierte Ensembles spielen seine Werke an den Lebensorten des Komponisten. Ebenso wie Heinrich Schütz bis ins hohe Alter neuere und modernere Einflüsse in seine Musik aufnahm, begnügt sich das Heinrich Schütz Musikfest nicht damit, seine Werke klanglich in Konzerten oder musikalischen Gottesdiensten erfahrbar zu machen. Seine Werke werden – dem jährlichen Thema entsprechend – in den Kontext der Musik seiner Zeitgenossen gestellt. Die historische Aufführungspraxis macht den Klangeindruck des 17. Jahrhunderts authentisch erfahrbar. Aus musikalischer wie auch aus soziohistorischer Perspektive sind dabei die Gemeinsamkeiten genauso interessant wie die Unterschiede. Zusätzlich werden Lesungen und Ausstellungen angeboten. Perspektivisch sollen Kompositionsaufträge vergeben werden sowie moderne Veranstaltungsformate das Programm bereichern.

## Internationaler Heinrich-Schütz-Preis
Aus Anlass des Musikfestes wird seit 2018 „für herausragende Leistungen in der Vermittlung und Verbreitung der Musik des Komponisten und seiner Zeit“ der undotierte Internationale Heinrich-Schütz-Preis in Form einer von Anna Franziska Schwarzbach gestalteten Silbermedaille verliehen.

## Preisträger
- 2018: Hans-Christoph Rademann
- 2019: Sir Roger Norrington
- 2020: Françoise Lasserre
- 2021: Werner Breig[4]
- 2022: Bärenreiter-Verlag und Carus-Verlag[5]
- 2023: La Capella Ducale und Musica Fiata unter der Leitung von Roland Wilson[6]
- 2024: Silke Leopold[7]

## Spielorte
Das Heinrich Schütz Musikfest findet an den bedeutendsten Wirkungsstätten des Komponisten in Mitteldeutschland statt. Seine Werke können so an seinen Wirkungsstätten erlebt werden. Wandelkonzerte in Bad Köstritz und Weißenfels schaffen eine Beziehung zur Zeit Schütz’ in der Stadt.

### Bad Köstritz
In Bad Köstritz gibt es Veranstaltungen im Geburtshaus des Komponisten, einem ehemaligen Gasthaus, das seit 1985 als Museum Auskunft über den berühmtesten Sohn der Stadt gibt. Konzerte finden zudem in der Kirche St. Leonhard statt, die nach Umbauten in den Jahren 1718 und 1891 ihren heutigen Charakter erhielt.

### Weißenfels
In Weißenfels verbrachte Heinrich Schütz seine Kindheit, nachdem sein Vater hier einen Gasthof übernommen hatte. Hier sang er im Collegium musicum, einer bürgerlichen musikalischen Vereinigung, wurde vom Landgrafen Moritz von Hessen entdeckt, der, Standesunterschiede überwindend, sich für die Aufnahme des jungen Heinrich Schütz am Collegium Maritianum einsetzte. Nach seiner Karriere zog es ihn zurück in die Stadt an der Saale. Er kaufte sich ein Haus, das als einziges weitestgehend im Originalzustand befindliches Wohnhaus des Komponisten bis heute erhalten ist.

### Zeitz
Als Moritz von Sachsen-Zeitz ab 1663 seine neue Residenz in Zeitz ausbaute, bat er Heinrich Schütz um Hilfe beim Aufbau seiner Hofmusik. Als „Kapellmeister von Haus aus“ gab dieser Hinweise zur baulichen Gestaltung der Schlosskirche unter anderem mit zwei Choremporen, stellte eine Kapellordnung auf, sorgte für den Erwerb geeigneter Instrumente und empfahl zwei seiner Schüler an den Hof.

### Dresden
37 Jahre verbrachte Heinrich Schütz als Hofkapellmeister in Dresden. Seine Hauptwirkungsstätte, die evangelische Schlosskapelle, versank in die Bedeutungslosigkeit, nachdem der sächsische Kurfürst August der Starke vom evangelischen zum katholischen Glauben übertrat. Im 18. Jahrhundert wurden diese Räumlichkeiten schließlich zu Wohnräumen umgebaut. Die vielfältigen Spielorte in Dresden verdeutlichen die Bedeutung des Komponisten Heinrich Schütz für die Musikgeschichte dieser Stadt.

## Mottos
- 1998: Mitteldeutsche Musik in ihrem Umfeld zur Zeit des Westfälischen Friedens
- 1999: Die Fruchtbringer – eine Teutschhertzige Gesellschaft
- 2000: Zwischen Schütz und Bach – Vom Wandel des Komponierens
- 2001: Musik der Macht – Macht der Musik
- 2002: Nationalstile im 17. Jahrhundert
- 2003: Deutsche Wege zu Schütz
- 2004: Das alte Sachsen und seine östlichen Nachbarn
- 2005: Heinrich Schütz und Leipzig
- 2006: Dresden in Europa – Europa in Dresden
- 2007: Musik und Konfession – 375. Todestag König Gustav II. Adolf von Schweden
- 2008: Musik und Bildung
- 2009: Schütz und Schlesien
- 2010: „... in die Welt zu ziehen“ Schütz und Europa
- 2011: Glaubenstrost und Lebenslust. Schütz, Schein und Scheidt – „die besten drey Komponisten in Teutschland“
- 2012: Ein feste Burg
- 2013: ...die Welt zu durchsehen
- 2014: „eine herrliche Music anzuordnen“
- 2015: „vor Augen gestellet“
- 2016: „vom Besehn der frembden Länder“
- 2017: „aus Liebe zur Wahrheit“
- 2018: „verley uns frieden“
- 2019: „etwas neues herfürzubringen“
- 2020: „dero weitberümbte Music“
- 2021: „vnter den fürnembsten Musicis“
- 2022: „weil ich lebe“
- 2023: Klang.Welt.Wissen
- 2024: ungezähmt.kreativ.weiblich
- 2025: Weltsichten. Zwischen den Zeiten[8]